# 200 mètres brasse masculin aux Jeux olympiques d'été de 2020
Le 200 m brasse hommes est une épreuve des Jeux olympiques d'été de 2020 qui a eu lieu entre les 27 juillet et 29 juillet au Centre aquatique olympique de Tokyo. Il s'agit de la vingt-sixième édition de cette épreuve qui est apparue pour la première fois lors des Jeux olympiques d'été de 1908.

## Records
Avant cette compétition, les records dans cette discipline étaient :
| Record du monde  | 2:06.12 | Anton Chupkov  | 26 juillet 2019 | Gwangju, Corée du Sud  |
| Record olympique | 2:07.22 | Ippei Watanabe | 9 août 2016     | Rio de Janeiro, Brésil |

## Résultats

### Éliminatoires
Les seize meilleurs nageurs se qualifient pour les demi-finales.
| Rang | Série | Ligne | Nom                   | Nationalité                 | Temps   | Remarques |
| ---- | ----- | ----- | --------------------- | --------------------------- | ------- | --------- |
| 1    | 4     | 4     | Zac Stubblety-Cook    | Australie                   | 2:07.37 | Q         |
| 1    | 4     | 5     | Arno Kamminga         | Pays-Bas                    | 2:07.37 | Q         |
| 3    | 3     | 2     | Matti Mattsson        | Finlande                    | 2:08.44 | Q         |
| 4    | 5     | 3     | Nic Fink              | États-Unis                  | 2:08.48 | Q         |
| 5    | 5     | 4     | Anton Chupkov         | ROC                         | 2:08.54 | Q         |
| 6    | 5     | 6     | Erik Persson          | Suède                       | 2:08.76 | Q         |
| 7    | 5     | 2     | Dmitriy Balandin      | Kazakhstan                  | 2:08.99 | Q         |
| 8    | 4     | 3     | Ryuya Mura            | Japon                       | 2:09.00 | Q         |
| 9    | 4     | 2     | Kirill Prigoda        | ROC                         | 2:09.21 | Q         |
| 10   | 5     | 5     | Matthew Wilson        | Australie                   | 2:09.29 | Q         |
| 11   | 3     | 4     | Shoma Sato            | Japon                       | 2:09.43 | Q         |
| 12   | 3     | 8     | Antoine Viquerat      | France                      | 2:09.54 | Q         |
| 13   | 5     | 1     | Andrius Šidlauskas    | Lituanie                    | 2:09.56 | Q         |
| 14   | 4     | 8     | Lyubomir Epitropov    | Bulgarie                    | 2:09.68 | Q         |
| 15   | 3     | 5     | James Wilby           | Grande-Bretagne             | 2:09.70 | Q         |
| 16   | 3     | 6     | Ross Murdoch          | Grande-Bretagne             | 2:09.95 | Q         |
| 17   | 4     | 6     | Andrew Wilson         | États-Unis                  | 2:09.97 |           |
| 18   | 2     | 3     | Denis Petrashov       | Kirghizistan                | 2:10.07 |           |
| 19   | 3     | 7     | Cho Sung-jae          | Corée du Sud                | 2:10.17 |           |
| 20   | 3     | 3     | Marco Koch            | Allemagne                   | 2:10.18 |           |
| 21   | 4     | 7     | Caspar Corbeau        | Pays-Bas                    | 2:10.21 |           |
| 22   | 4     | 1     | Berkay Öğretir        | Turquie                     | 2:10.73 |           |
| 23   | 5     | 8     | Darragh Greene        | Irlande                     | 2:11.09 |           |
| 24   | 2     | 4     | Anton McKee           | Islande                     | 2:11.64 |           |
| 25   | 2     | 5     | Martin Allikvee       | Estonie                     | 2:12.60 |           |
| 26   | 2     | 2     | Amro Al-Wir           | Jordanie                    | 2:12.61 |           |
| 27   | 2     | 7     | Ron Polonsky          | Israël                      | 2:12.71 |           |
| 28   | 3     | 1     | Christopher Rothbauer | Autriche                    | 2:13.19 |           |
| 29   | 1     | 2     | Tyler Christianson    | Panama                      | 2:13.41 |           |
| 30   | 2     | 6     | Jorge Murillo         | Colombie                    | 2:13.46 |           |
| 31   | 2     | 8     | Daniils Bobrovs       | Lettonie                    | 2:14.25 |           |
| 32   | 1     | 6     | Ryan Maskelyne        | Papouasie-Nouvelle-Guinée   | 2:15.33 |           |
| 33   | 2     | 1     | Adriel Sanes          | Îles Vierges des États-Unis | 2:16.87 |           |
| 34   | 1     | 3     | Josué Domínguez       | République dominicaine      | 2:17.34 |           |
| 35   | 1     | 4     | Taichi Vakasama       | Fidji                       | 2:17.35 |           |
| 36   | 1     | 5     | Izaak Bastian         | Bahamas                     | 2:17.40 |           |
| 37   | 1     | 7     | Julio Horrego         | Honduras                    | 2:17.51 |           |
| 38   | 1     | 1     | Arnoldo Herrera       | Costa Rica                  | 2:20.09 |           |
| 39   | 1     | 8     | Abdulaziz Al-Obaidly  | Qatar                       | 2:23.22 |           |
| -    | 5     | 7     | Qin Haiyang           | Chine                       | DSQ     |           |

### Demi-finales
Les huit meilleurs nageurs se qualifient pour la finale.
| Rang | Série | Ligne | Nom                | Nationalité     | Temps   | Remarques |
| ---- | ----- | ----- | ------------------ | --------------- | ------- | --------- |
| 1    | 2     | 4     | Zac Stubblety-Cook | Australie       | 2:07.35 | Q         |
| 2    | 2     | 8     | James Wilby        | Grande-Bretagne | 2:07.91 | Q         |
| 3    | 1     | 4     | Arno Kamminga      | Pays-Bas        | 2:07.99 | Q         |
| 4    | 1     | 5     | Nic Fink           | États-Unis      | 2:08.00 | Q         |
| 5    | 2     | 5     | Matti Mattsson     | Finlande        | 2:08.22 | Q         |
| 6    | 1     | 6     | Ryuya Mura         | Japon           | 2:08.27 | Q         |
| 7    | 2     | 3     | Anton Chupkov      | ROC             | 2:08.54 | Q         |
| 8    | 1     | 3     | Erik Persson       | Suède           | 2:08.76 | Q         |
| 9    | 2     | 2     | Kirill Prigoda     | ROC             | 2:08.88 |           |
| 10   | 2     | 7     | Shoma Sato         | Japon           | 2:09.04 |           |
| 11   | 2     | 6     | Dmitriy Balandin   | Kazakhstan      | 2:09.22 |           |
| 12   | 1     | 7     | Antoine Viquerat   | France          | 2:09.97 |           |
| 12   | 1     | 8     | Ross Murdoch       | Grande-Bretagne | 2:09.97 |           |
| 14   | 1     | 2     | Matthew Wilson     | Australie       | 2:10.10 |           |
| 15   | 1     | 1     | Lyubomir Epitropov | Bulgarie        | 2:10.33 |           |
| 16   | 2     | 1     | Andrius Šidlauskas | Lituanie        | 2:10.69 |           |

### Finale
Le record olympique d'Ippei Watanabe est amélioré par l'australien Zac Stubblety-Cook durant cette finale.
| Rang | Ligne | Nom                | Nationalité     | Temps   | Remarques |
| ---- | ----- | ------------------ | --------------- | ------- | --------- |
| 1    | 4     | Zac Stubblety-Cook | Australie       | 2:06.38 | RO        |
| 2    | 3     | Arno Kamminga      | Pays-Bas        | 2:07.01 |           |
| 3    | 2     | Matti Mattsson     | Finlande        | 2:07.13 |           |
| 4    | 1     | Anton Chupkov      | ROC             | 2:07.24 |           |
| 5    | 6     | Nic Fink           | États-Unis      | 2:07.93 |           |
| 6    | 5     | James Wilby        | Grande-Bretagne | 2:08.19 |           |
| 7    | 7     | Ryuya Mura         | Japon           | 2:08.42 |           |
| 8    | 8     | Erik Persson       | Suède           | 2:08.88 |           |